# Stefan Crnojević
Stefan Crnojević (în sârbă Стефан Црнојевић), cunoscut și ca Stefanica (Стефаница; n. 1426, Principatul Zeta, Serbia – d. 1465, Principatul Zeta, Serbia) a fost conducătorul Zetei între 1451 și 1465. Până în 1441, ca un cneaz, a fost unul dintre guvernatorii din Zeta Superioară, care în acea perioadă era o provincie a Despotatului Serbiei. Apoi a trecut în tabăra ducelui bosniac, Stefan Vukčić Kosača, și a rămas vasalul său până în 1444, când a acceptat suzeranitatea venețiană. În Lezha, care era o posesie venețiană, la 2 martie 1444, Stefan și fiii săi au încheiat o alianță cu câțiva nobili din Albania, conduși de Skanderbeg, cunoscută sub numele de Liga de la Lezha. În 1448, a revenit sub suzeranitatea despotului sârb Gheorghe Brancovici (Đurađ Branković). În 1451, Stefan a preluat conducerea familiei Crnojević și a devenit conducătorul unei mari părți a Zetei, de unde și titlul Gospodar Zetski (în traducere domn al Zetei).

## Viața timpurie și familia
Stefan s-a născut ca al treilea fiu al lui Đurađ Đurašević Crnojević⁠(d). Mama sa a fost fiica nobilului albanez Koja Zaharia⁠(d) din familia Zaharia. Stefan a avut trei frați: Đurašin Đurašević, Gojčin Crnojević⁠(d) și un frate cu nume și rol istoric necunoscute. Cele mai vechi documente care îl menționează sunt din 1426. Stefan a fost supranumit „Stefanica”.
Ștefan a avut trei fii, Ivan⁠(d), Andrija, supranumit curajosul albanez și Božidar, care în alte surse este menționat ca fratele său. Istoricii din Republica Ragusa au menționat întotdeauna pământurile familiei Balšić și Crnojević ca fiind Zeta și le-au considerat parte a Serbiei pentru a le deosebi de alte zone.

## Domnie

### Vasalitate

Proprietățile familiei Crnojević

Ca adult, Stefan a ajuns unul dintre mai mulți nobili care au guvernat părți ale Zetei în cadrul Despotatului Sârb. El nu a fost de acord cu ceilalți membri din familia Crnojević și și-a urmărit propriile scopuri politice, în afara curentului principal al familiei. Odată cu cucerirea temporară de către otomani a principalelor teritorii continentale ale Despotatului Sârb în 1441, despotul Gheorghe Brancovici a venit de la Ragusa în Zeta pentru a organiza rezistența și a restabili controlul asupra părților ocupate. Încercarea lui a eșuat și a avut ca rezultat orbirea celor doi fii capturați ai despotului, ca răzbunare. După plecarea acestuia înapoi în Ungaria, Stefan s-a aliniat cu ducele bosniac, Stefan Vukčić Kosača.  La sfârșitul lunii septembrie 1441, Kosača a cucerit teritoriul Zetei Superioare de pe malul stâng al râului Morača. Stefan Crnojević, care a reprezentat întreaga familie Crnojević, i s-a alăturat în această campanie și a fost recompensat de Kosača cu controlul asupra a cinci sate. El a ținut două dintre acestea (Goričane și Kruse) sub controlul său și le-a dat pe celelalte trei fraților săi.

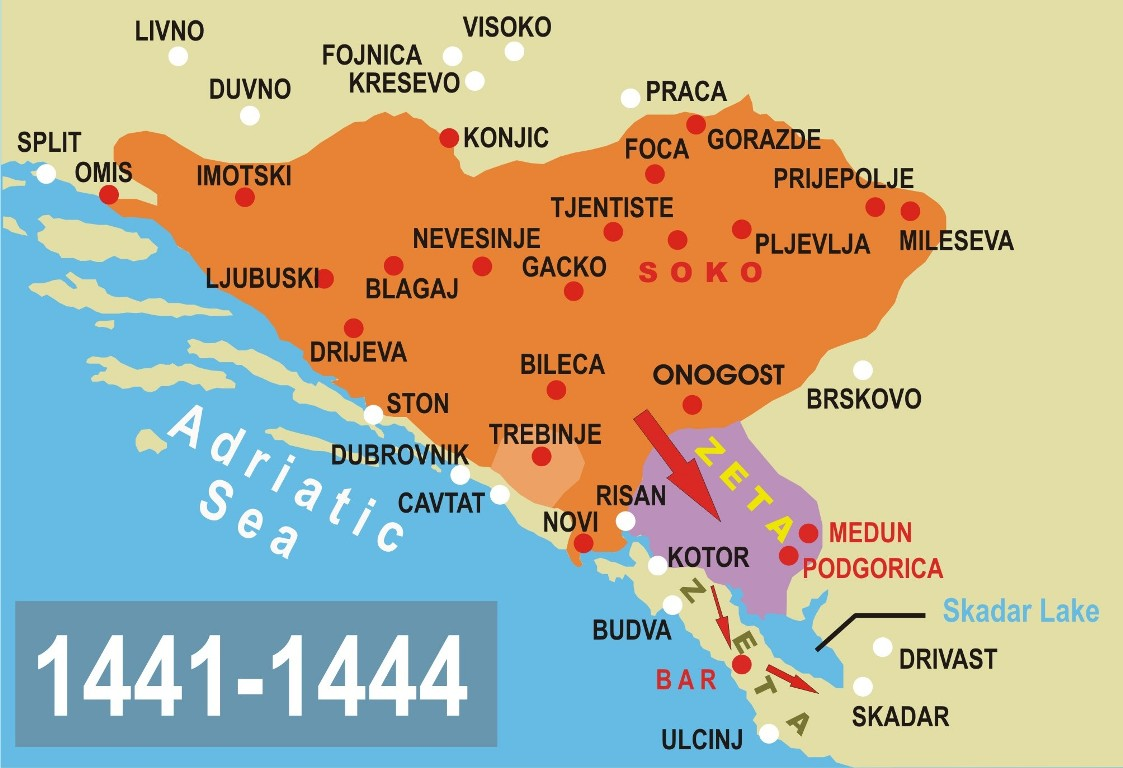
Ofensiva lui Stjepan Vukčić Kosača în Zeta (1441–44). Podgorica și Medun în Zeta Superioară; și Bar în Zeta Inferioară, au fost cucerite.

Stefan s-a căsătorit cu Maria Kastrioti, numită și Mamica, fiica cea mare a Domnului din Mat Gjon Kastrioti⁠(d). Această legătură de familie a devenit cu adevărat importantă când, în noiembrie 1443, fiul lui Gjon și fratele Mariei, Gjergj Kastrioti Skanderbeg s-au răsculat în Albania împotriva suveranului său otoman. Potrivit lui Vasilije Petrović-Njegoš, Stefan a trimis soldați sub comanda lui Božidar pentru a-l ajuta pe Skanderbeg în lupta sa împotriva otomanilor, dar Lekë Dukagjini și membrii familiei Zaharia i-au ambuscat și i-au ucis.

Asediul de la Bar
1. ofensiva lui Altoman;
2. ofensiva lui Stefan Crnojević;
3. ofensiva lui Paštrovići;
4. Mrkojevići care susține Veneția;
5. Proprietăți venețiene.

În 1444, Stefan Crnojević a găsit noi protectori puternici în Republica Venețiană. În Lezha, posesie a Veneției, la 2 martie 1444, Stefan și fiii săi au încheiat o alianță (Liga de la Lezha) cu câțiva nobili din Albania, inclusiv Skanderbeg. Odată cu restaurarea Despotatului Sârbesc după Cruciadă, Ștefan și-a oferit iarăși loialitatea despotului Gheorghe Brancovici în 1448. Împreună cu Brancovici și Skanderbeg, a atacat Bar și Ulcinj. Venețienii au fost reticenți în a lupta împotriva Despotatului Serbiei și au avut intenția de a-i înstrăina pe Branković și Skanderbeg. În iulie 1448, Jakov Dolfin, guvernatorul Barului, a fost învingător în bătălia împotriva forțelor lui Altoman, care în parte erau comandate de Stefan.

### Domnia în Zeta
După dispariția fratelui lui Stefan, Gojčin Crnojević⁠(d), din viața politică, în 1451, Stefan a preluat conducerea casei de Crnojević și a devenit conducătorul unei mari părți a Zetei. Ștefan nu a fost niciodată bun cu frații săi și a condus întotdeauna politica pe cont propriu. Pentru a-și consolida poziția, a decis să caute imediat protecție străină. În 1452 s-a aliat cu Veneția și i-a recunoscut autoritatea asupra regiunii și, ulterior, a fost numit Duce de Zeta Superioară. Motivele alianței sunt legate de anticiparea lui a căderii despotului sârb. Dogele venețian Francesco Foscari i-a scris o scrisoare lui Stefan în 1455, cerându-i să se întoarcă la Budva pe teritoriul său capturat. În 1455, otomanii au invadat Serbia și au cucerit toate teritoriile ei la sud de râul Morava de Vest, tăind complet Zeta de forțele despotului sârb. Prin urmare, Ducele Stefan Crnojević împreună cu reprezentanții tuturor celor 51 de cetăți din Zeta Superioară au semnat un acord în același an cu venețienii, la Vranjina, prin care Zeta Superioară a acceptat stăpânirea venețiană. Veneția a ajuns să conducă doar orașele, în timp ce toate treburile interne au fost lăsate în seama ducelui Stefan. Republica Veneția s-a obligat, de asemenea, să nu intervină în niciun fel asupra autorității bisericești a Mitropolitului Ortodox Sârb de la Zeta. Muntenegru a devenit treptat numele tărâmului din Zeta al lui Stefan. A domnit pașnic, fără intervenția Veneției și a otomanilor, până la moartea sa la sfârșitul anului 1464 sau începutul lui 1465, când l-a succedat fiul său, Ivan⁠(d).

## Arbore genealogic
|  |                       |  |  |  |  |  |  |  |  |  |  |  |  |  |  |  |
|  | 16. Đuraš Ilijić⁠(d)   |  |  |  |  |  |  |  |  |  |  |  |  |  |  |  |
|  |                       |  |  |  |  |  |  |  |  |  |  |  |  |  |  |  |
|  |                       |  |  |  |  |  |  |  |  |  |  |  |  |  |  |  |
|  | 8. Crnoje Đurašević   |  |  |  |  |  |  |  |  |  |  |  |  |  |  |  |
|  |                       |  |  |  |  |  |  |  |  |  |  |  |  |  |  |  |
|  |                       |  |  |  |  |  |  |  |  |  |  |  |  |  |  |  |
|  | 4. Radič Crnojević⁠(d) |  |  |  |  |  |  |  |  |  |  |  |  |  |  |  |
|  |                       |  |  |  |  |  |  |  |  |  |  |  |  |  |  |  |
|  |                       |  |  |  |  |  |  |  |  |  |  |  |  |  |  |  |
|  | 2. Đurađ Đurašević⁠(d) |  |  |  |  |  |  |  |  |  |  |  |  |  |  |  |
|  |                       |  |  |  |  |  |  |  |  |  |  |  |  |  |  |  |
|  |                       |  |  |  |  |  |  |  |  |  |  |  |  |  |  |  |
|  | 5. Jelena             |  |  |  |  |  |  |  |  |  |  |  |  |  |  |  |
|  |                       |  |  |  |  |  |  |  |  |  |  |  |  |  |  |  |
|  |                       |  |  |  |  |  |  |  |  |  |  |  |  |  |  |  |
|  | 1. Stefanica          |  |  |  |  |  |  |  |  |  |  |  |  |  |  |  |
|  |                       |  |  |  |  |  |  |  |  |  |  |  |  |  |  |  |
|  |                       |  |  |  |  |  |  |  |  |  |  |  |  |  |  |  |
|  | 6. Koja Zaharia⁠(d)    |  |  |  |  |  |  |  |  |  |  |  |  |  |  |  |
|  |                       |  |  |  |  |  |  |  |  |  |  |  |  |  |  |  |
|  |                       |  |  |  |  |  |  |  |  |  |  |  |  |  |  |  |
|  | 3. Necunoscut         |  |  |  |  |  |  |  |  |  |  |  |  |  |  |  |
|  |                       |  |  |  |  |  |  |  |  |  |  |  |  |  |  |  |
|  |                       |  |  |  |  |  |  |  |  |  |  |  |  |  |  |  |
|  | 14. Leka Dukagjin     |  |  |  |  |  |  |  |  |  |  |  |  |  |  |  |
|  |                       |  |  |  |  |  |  |  |  |  |  |  |  |  |  |  |
|  |                       |  |  |  |  |  |  |  |  |  |  |  |  |  |  |  |
|  | 7. Boša               |  |  |  |  |  |  |  |  |  |  |  |  |  |  |  |
|  |                       |  |  |  |  |  |  |  |  |  |  |  |  |  |  |  |
|  |                       |  |  |  |  |  |  |  |  |  |  |  |  |  |  |  |